# Вулиця Заміська (Львів)
Вулиця Заміська — вулиця у Шевченківському районі міста Львів, місцевість Збоїща. Починається з мікрорайону, обмеженому вулицями Очаківською, Збоїща та Кущовою, пролягає на захід до вулиці Миколайчука. Прилучається безіменний проїзд до вулиці Кущової.

## Історія та забудова
Вулиця виникла у складі селище Збоїща, не пізніше 1952 року отримала назву Замкнена. Сучасна назва — з 1958 року.
Забудована одноповерховими садибами різних часів.